# State Dog
Elf Bundesstaaten der USA haben eine Hunderasse zum State Dog („Staatshund“) erhoben. Maryland war hierbei 1964 der erste Staat, Pennsylvania folgte im Jahr darauf. Auswahlkriterien sind beispielsweise eine besondere geschichtliche oder andere Verbindung der Rassen mit dem jeweiligen Bundesstaat. Auch in anderen Staaten laufen oder liefen Kampagnen zur Ernennung eines State Dog, die aber oft an der Vielzahl der vorgeschlagenen Rassen scheiterten.

## State Dogs der USA
| Bundesstaat    | Hunderasse                      | Bild | Jahr der Ernennung | Ref   |
| -------------- | ------------------------------- | ---- | ------------------ | ----- |
| Alaska         | Alaskan Malamute                |      | 2010               | [ 1 ] |
| Colorado       | Hunde aus Tierheimen            |      | 2013               | [ 2 ] |
| Delaware       | Golden Retriever                |      | 2016               | [ 2 ] |
| Georgia        | Hunde aus Tierheimen            |      | 2016               |       |
| Louisiana      | Louisiana Catahoula Leopard Dog |      | 1979               | [ 2 ] |
| Maryland       | Chesapeake Bay Retriever        |      | 1964               | [ 2 ] |
| Massachusetts  | Boston Terrier                  |      | 1979               | [ 2 ] |
| New Hampshire  | Chinook                         |      | 2009               | [ 3 ] |
| New York       | Gebrauchshund                   |      | 2015               | [ 4 ] |
| North Carolina | Plott Hound                     |      | 1989               | [ 2 ] |
| Pennsylvania   | Deutsche Dogge                  |      | 1965               | [ 5 ] |
| South Carolina | Boykin Spaniel                  |      | 1985               | [ 6 ] |
| Tennessee      | Hunde aus Tierheimen            |      | 2014               |       |
| Texas          | Blue Lacy                       |      | 2005               | [ 7 ] |
| Virginia       | American Foxhound               |      | 1966               | [ 8 ] |
| Wisconsin      | American Water Spaniel          |      | 1985               | [ 9 ] |